# Poulet au marsala
Le poulet au marsala est un mets italien à base de blancs de poulet, de champignons et de vin de marsala.

## Ingrédients
Ce mets nécessite des blancs de poulet, des champignons, de l'oignon ou des échalotes, de la ciboulette, de la crème fleurette et du marsala. D'autres recettes existent, en particulier celle du poulet à la mozarella, dans laquelle interviennent gousses d'ail, tranches de mozzarella, câpres et filets d'anchois. 

## Préparation
Le poulet est recouvert de farine et revenu jusqu'à ce qu'il soit cuit. Il est ensuite retiré de la poêle qui va être utilisée pour réaliser une réduction de marsala. La sauce est prête quand le vin a pris une consistance sirupeuse. C'est alors que sont ajoutés oignons ou échalotes et les champignons avec la ciboulette. La sauce est versée sur le poulet, qui est resté chaud et servi aussitôt. Une autre méthode consiste à braiser le poulet dans un mélange de marsala, de beurre, d'huile d'olive et de champignons. Ce mets est traditionnellement accompagné de riz pilaf, de pommes de terre ou de pâtes.